# Reiko Ike
Reiko Ike (池 玲子, Ike Reiko, nascida em 25 de maio de 1953 em Tóquio, Japão)  é uma atriz, cantora e artista japonesa. Ela é mais conhecida por seus papéis no gênero de filmes de ação/eróticos, conhecidos como filmes cor de rosa. Ike também lançou um álbum de músicas em 1971, Kōkotsu No Sekai. Depois de uma prisão relacionada com a droga, e outro preso por jogo ilegal na década de 1970, Ike caiu fora do negócio do entretenimento.

## Vida e carreira
A carreira de Ike foi lançada com a quarta entrada na série Hot Springs Geisha de Toei, Hot Springs Mimizu Geisha (1971). Um frenesi da mídia surgiu após o lançamento deste filme, quando Ike alegou ter mentido sobre sua idade para ganhar uma parte no filme. Alegando ter, na verdade, dezesseis anos de idade quando estrelou esse filme de sexo suave, Ike causou um escândalo. A publicidade serviu apenas para tornar o filme um dos filmes mais rentáveis de Toei na década de 1970.
Em seu terceiro filme, o filme Modern Porno Tale: Inherited Sex Mania (1971), do diretor Norifumi Suzuki, Ike co-estrelou com a atriz erótica francesa Sandra Julien. Eirin, o conselho de classificação de filmes do Japão, objetou às cenas gráficas de lésbicas entre as duas atrizes, e esse filme teve que ser severamente cortado antes que pudesse ser lançado nos cinemas. Ike decidiu parar de atuar em cenas de nudez após este filme, concentrando-se em filmes do subgênero delinquente de filmes S&M. Ike estrelou em cinco dos sete filmes de Tok Sukeban (colegial delinquente) feitos entre 1971 e 1974. Patrick Macias descreve essa série como "filhotes de peito nu e espingardas, Miki Sugimoto e Ike Reiko entrando em uma briga após a outra". Ela também estrelou todos os quatro filmes da franquia Terror Female High School, da Toei, feitos em 1972 e 1973. Os filmes posteriores de Ike incluiriam aparições nas séries Battles Without Honor and Humanity de Kinji Fukasaku e Graveyard of Honor, e a segunda sequência de The Street Fighter, de Sonny Chiba.
Yuko Mihara Weisser chama Ike de um dos "ícones da Violência Pinky", e em uma resenha de Sex and Fury (1973), o DVDManiacs.net chamou Ike, "o próprio epítome [da] garota má do cinema, interpretando-a papel com um senso de atitude fria e difícil, que pode rivalizar com as de garotas norte-americanas ainda mais conhecidas, como Tura Satana, da Faster Pussycat... Kill! Kill! ou Pam Grier em Foxy Brown."

## Filmografia selecionada
- Hot Springs Mimizu Geisha (温泉みみず芸者 - Onsen mimizu geisha) (7/3/1971)
- Girl Boss Blues – Queen Bee’s Counterattack (女番長ブルース　牝蜂の逆襲 - Sukeban Buruusu – Mesubachi No Gyakushu) (10/27/1971)
- Modern Porno Tale: Inherited Sex Mania (現代ポルノ伝　先天性淫婦 - Gendai Porno-den: Senten-sei Inpu) (12/17/1971)
- Girl Boss Blues – Queen Bee’s Challenge (女番長ブルース　牝蜂の挑戦 - Sukeban Buruusu Mesubachi No Chosen) (2/3/1972)
- Girl Boss Guerilla (女番長ゲリラ - Sukeban Guerilla) (8/12/1972)
- Terrifying Girls High School: Women’s Violent Classroom (恐怖女子高校　女暴力教室 - Kyofu Joshi Koko – Boryoku Kyoshitsu) (9/29/1972)
- Lustful shogun and his twentyone mistresses (エロ将軍と二十一人の愛妾 - Ero shogun to nijyuichi nin no aisho) (12/2/1972)
- Girl Boss Revenge (女番長 - Sukeban) (1/13/1973)
- Sex and Fury (不良姐御伝　猪の鹿お蝶 - Furyō anego den: Inoshika Ochō) (2/17/1973)
- Terrifying Girls' High School: Lynch Law Classroom (恐怖女子高校　暴行リンチ教室 - Kyōfu joshikōkō: bōkō rinchi kyōshitsu) (3/31/1973)
- Female Yakuza Tale: Inquisition and Torture (やさぐれ姐御伝　総括リンチ - Yasagure anego den: sōkatsu rinchi) (6/7/1973)
- Terrifying Girls High School: Delinquent Convulsion Group (恐怖女子高校　不良悶絶グループ - Kyofu Joshi Koko – Furyo Monzetsu Guruupu) (9/1/1973)
- Battles Without Honor and Humanity: Proxy War (仁義なき戦い　代理戦争 - Jingi naki tatakai: Dairi senso) (9/25/1973)
- Criminal Woman: Killing Melody (前科おんな　殺し節 - Zenka onna: koroshi-bushi) (10/27/1973)
- Terrifying Girls High School: Animal Courage (恐怖女子高校　アニマル同級生 - Kyofu Joshi Koko – Animaru Dokyosei) (12/1/1973)
- Girl Boss: Diamond Showdown (女番長　タイマン勝負 - Sukeban – Taiman Shobu) (1/15/1974)
- The Street Fighter's Last Revenge (逆襲！殺人拳 - Gyakushû! Satsujin ken) (11/22/1974)
- New Battles Without Honor and Humanity (新仁義なき戦い - Shin Jingi Naki Tatakai) (12/28/1974)
- The Bedevilled (心魔 - Xin mo) (1/1/1975, Golden Harvest, as Chi4 Ling4 Ji2 (Cantonese Yale))
- Graveyard of Honor (仁義の墓場 - Jingi no hakaba) (2/15/1975)
- Cops vs. Thugs (県警対組織暴力 - Kenkeitai Soshiki Boryoku) (4/26/1975)
- The Golden Dog (黄金の犬 - Ōgon no inu) (6/2/1979)[7]